# 貝拉爾卡薩 (卡爾達斯省)
貝拉爾卡薩是哥倫比亞的城鎮，位於該國中部，由卡爾達斯省負責管轄，距離首府馬尼薩萊斯74公里，始建於1888年，面積105平方公里，海拔高度1,702米，2005年人口11,327。
5°00′N 75°49′W / 5.000°N 75.817°W